# سميرة أبو غزالة
سميرة محمد زكي أبو غزالة (1928-2017)، مناضلة وأديبة فلسطينية ولدت في مدينة نابلس، وأنهت دراستها الإبتدائية في الرملة، وتابعت دراستها في كلية دار المعلمات في القدس وحصلت على شهادة الثانوية العامة عام 1947. أختيرت ضمن أول بعثة دراسية للجامعة الأمريكية في بيروت لدراسة التربية وعلم النفس عام 1952، إلتحقت بجامعة القاهرة، حيث نالت في سنة 1962 شهادة الماجستير في الأدب العربي.

## سيرتها
هُجّرت سميرة أبو غزالة مع عائلتها من مدينة الرملة إلى مدينة نابلس عام النكبة، وساهمت في إعالة الأسرة هي وشقيقتها، من خلال إفتتاح مدرسة في دار عمها، لتعليم أبناء الحي. ثم أختيرت سنة 1950 أمينة سر الهلال الأحمر الأردني في مدينة القدس.
عملت أبو غزالة مدرّسة في كلية دار المعلمات في رام الله، كما واشتغلت نحو عشرين عامًا في المجلس الأعلى لرعاية الفنون والآداب بالقاهرة، لتصبح أستاذة في الجامعة الأميركية في القاهرة لتدريس اللغة العربية للأجانب. تعدّ سميرة أبو غزالة من مؤسسات رابطة المرأة الفلسطينية بالقاهرة 1963، وأول سيدة بالمجلس الوطني الفلسطيني 1965، وعضوة بالمجلس المركزي لمنظمة التحرير الفلسطينية 1985.
تطوعت في الهلال الأحمر المصري في الرملة عام 1948، وأختيرت أمينة سر الهلال الأحمر الأردني بالقدس عام 1950. كما شاركت فيما لا يقلّ عن 50 مؤتمرًا اجتماعيًا وسياسيًا وأدبيًا فلسطينيًا وعربيًا وعالميًا. وقدمت العديد من أحاديثها الأسبوعية من إذاعة رام الله، وكان لها عامود أسبوعي في جريدة الدفاع بالقدس. وفي القاهرة، أسست سميرة أبو غزالة "بيت الطالبات الفلسطينيات"، كما ساهمت في فتح عديد من البيوت الفلسطينية التي خُصصت لتشغيل النساء والأسر في مشاريع تابعة للإتحاد العام للمرأة الفلسطينية. وظلت تقدم، طوال أربعين عاماً، برنامجاً إذاعياً في إذاعة فلسطين التي كانت تبث من القاهرة بإسم "فتاة فلسطين". كما كان لها عامود أسبوعي في جريدة "الدفاع" الصادرة في القدس. وشاركت في عشرات المؤتمرات الفلسطينية والعربية والدولية.

## مناصب
وشغلت ابو غزالة مناصب عدة خلال مسيرتها الطويلة فهي من مؤسسات رابطة المرأة الفلسطينية بالقاهرة 1963، وأول سيدة بالمجلس الوطني الفلسطيني 1965، وعضوة بالمجلس المركزي لمنظمة التحرير الفلسطينية 1985، وقد تطوعت في الهلال الأحمر المصري في الرملة 1948، وأختيرت أمينة سر الهلال الأحمر الأردني بالقدس 1950، وشاركت فيما لا يقل عن 50 مؤتمرًا اجتماعيًا وسياسيًا وأدبيًا، فلسطينيًا، وعربيًا، وعالميًا.

## من أثارها
صدر لها دواوين ومؤلفات منها:
- "مذكرات فتاة عربية"، القاهرة، 1962.

- "دراسات في الشعر القومي"، القاهرة، 1965.

- "نداء الأرض"، شعر، القاهرة، 1989.

## وفاتها
توفيت سميرة أبو غزالة في القاهرة في 12 كانون الثاني 2017،عن عمر يناهز 89 سنة، ودفن جثمانها في إحدى مقابرها. وقد نعاها الرئيس الفلسطيني محمود عباس، مثنياً على مساهماتها في مختلف مراحل النضال الوطني، ومؤكداً أنها أفنت حياتها في خدمة شعبنا وقضيته العادلة.